# Martanda Cinkaiariyan
Martanda Cinkaiariyan (tamoul : மார்த்தாண்ட சிங்கையாரியன்; meurt en 1348), de son nom royal Pararacacekaran III, est un roi du royaume de Jaffna, dans l'actuel Sri Lanka. Il fait partie de la dynastie Ârya Chakravarti. 

## Biographie
Il est l'un des premiers rois Ârya Chakravarti dont les preuves historiques et épigraphiques ont pu être croisées par d'autres civilisations. 

### Carnets d'Ibn Battuta
Ibn Battûta, un voyageur marocain a beaucoup écrit sur le royaume de Jaffna dans son carnet de voyage. Ibn Battuta mentionne que le roi avait une grande marine, et a été vu en négociant des perles, de la cannelle et de l'ahil et avait une relation cordiale avec les dirigeants indiens. Dans son récit de voyage, il a été noté que le roi trônait dans la ville de Puttalam où il avait sa capitale saisonnière. Il y restait le temps de la saison des perles,.
Il a noté dans ses carnets de route plusieurs inscriptions quant au commerce avec le royaume de Jaffna, sachant qu'il a supervisé le commerce international du royaume avec le Yémen via ses puissants navires commerciaux. 
Battuta a accompagné Martanda Cinkaiariyan au sommet de Sivanoli Padam Malai avec des Yogis et d'autres prêtres hindous, dans sa visite annuelle du site sacré de Shiva.

### Exploits militaires
La principale source, le Yalpana Vaipava Malai (en) rapporte que Martanda a été contraint de soumettre les chefferies Vannimai qui s'étaient rebellées contre lui. Une inscription datant de la 3e année du règne de Vikramabahu III (1357-1374), rapporte un traité entre ce roi et un Ârya Chakravarti, nommé Martanda (Sin ai Ariyan) de Jaffna. Dans les inscriptions Medawala de 1359 révèle que Martanda a nommé des collecteurs d'impôts pour collecter des impôts des villages de Sinduruvana, Balawita, Matale, Dumbara et Sagamathunarata qui appartenaient au royaume de Gampola.
Il est supposé qu'à cause de plusieurs incursions de Martanda dans la région de Korales (une division médiévale de l'ouest du Sri Lanka), appartenant au royaume de Gampola, ainsi que d'autres sections du royaume d'Udarata, ces zones sont tombées sous le contrôle du royaume de Jaffna. 
Dans le Rajaveliya, la 4e et dernière source primaire de l'histoire des rois cingalais, il y a des références au fait que les Aryacakravartis collectaient des taxes auprès du royaume d'Udarata et dans les basses terres du sud de l'île.

### Source historique
- Rajaveliya, récits en pali de l'histoire du Sri Lanka entre 342 à 1815.